# Eduards Prāmnieks
Eduards Prāmnieks (ur. 31 grudnia 1899 w guberni inflanckiej, zm. 29 lipca 1938) – łotewski komunista, radziecki działacz partyjny.

## Życiorys
Syn robotnika rolnego, od 1913 pracował jako murarz, w maju 1917 wstąpił do SDPRR(b). Od grudnia 1918 do marca 1919 nauczyciel w guberni inflanckiej, od marca do czerwca 1919 członek Czerwonej Gwardii Łotwy, od czerwca 1919 do maja 1921 żołnierz Armii Czerwonej, politruk łotewskiego pułku strzelców. Brał udział w karnych ekspedycjach na Froncie Zachodnim i Południowo-Zachodnim wojny domowej w Rosji, w marcu 1921 uczestniczył w likwidacji powstania w Kronsztadzie, 1921-1923 studiował na Komunistycznym Uniwersytecie Mniejszości Narodowych Zachodu im. Juliana Marchlewskiego. Od sierpnia 1923 do maja 1924 studiował na Komunistycznym Uniwersytecie im. Swierdłowa, od maja 1924 do maja 1925 sekretarz fabrycznego komitetu RKP(b) w Niżnym Nowogrodzie, od maja 1925 do sierpnia 1927 sekretarz odpowiedzialny Niżnonowogrodzkiego Miejskiego Rejonowego Komitetu RKP(b)/WKP(b). Od sierpnia 1927 do stycznia 1929 kierownik Wydziału Organizacyjnego Niżnonowogrodzkiego Komitetu Gubernialnego WKP(b), od lutego do lipca 1929 sekretarz odpowiedzialny wiackiego komitetu gubernialnego WKP(b), od sierpnia do listopada 1929 sekretarz odpowiedzialny wiackiego komitetu okręgowego WKP(b) (po przemianowaniu guberni na okręg). Od listopada 1929 do czerwca 1930 członek Sekretariatu Niżnonowogrodzkiego Komitetu Krajowego WKP(b), od 11 czerwca 1930 do 21 lutego 1934 II sekretarz Niżnonowogrodzkiego/Gorkowskiego Komitetu Krajowego WKP(b), od 10 lutego 1934 do 12 października 1937 zastępca członka KC WKP(b). Od 21 lutego 1934 do 5 czerwca 1937 I sekretarz Gorkowskiego Komitetu Obwodowego WKP(b), od 24 maja 1937 do 8 kwietnia 1938 I sekretarz Donieckiego Komitetu Obwodowego KP(b)U, od 3 czerwca 1937 do 26 kwietnia 1938 członek KC KP(b)U i Biura Politycznego KC KP(b)U, od 12 października 1937 do 9 maja 1938 członek KC WKP(b).
9 maja 1938 aresztowany, 29 lipca 1938 skazany na śmierć przez Wojskowe Kolegium Sądu Najwyższego ZSRR pod zarzutem założenia kontrrewolucyjnej organizacji i rozstrzelany. 14 marca 1956 pośmiertnie zrehabilitowany.